# William Lucas Distant
Pour les articles homonymes, voir Distant (homonymie).
William Lucas Distant (12 novembre 1845 Rotherhithe – 4 février 1922  Wanstead) est un entomologiste britannique.

## Biographie
William Lucas Distant, né à Rotherhithe, dans le sud de Londres est le fils du capitaine Alexander Distant. En 1867 il part avec son père en Malaisie. C'est l'occasion pour lui de décrire les papillons de ce pays et il publie Rhopalocera Malayana (1882–1886).
Il se marie avec Edith Blanche de Rubain en 1890.
Il effectue deux séjours en République sud-africaine du Transvaal et publie A Naturalist in the Transvaal en 1892 puis Insecta Transvaaliensia en 1900 et 1911.
En 1897 il succède à James Edmund Harting à la tête du journal The Zoologist. Puis de 1899 à 1920 il travaille au Natural History Museum, à la description des nouvelles espèces.
Il décède le 4 février 1922  à Wanstead, au nord-est de Londres.

## Liste partielle des publications
- Rhynchota :The Fauna of British India, Including Ceylon and Burma
- Insecta transvaaliensia : A contribution to the entomology of South Africa
- A naturalist in the Transvaal
- A monograph of oriental Cicadidae
- Rhopalocera Malayana: A description of the butterflies of the Malay Peninsula
- Hemiptera
- Biologia centrali-americana. Insecta. Rhynchota. Hemiptera-Heteroptera
- Biologia centrali-americana
- Rhynchotal notes: Membracidae
- Rhynchota from New Caledonia and the surrounding islands
- A synonymic catalogue of Homoptera
- Homoptera. Fam. Cicadidae
- Scientific results of the second Yarkand mission : based on the collections and notes of the late Ferdinand Stoliczka : Rhynchota[1].